# Pöttcher Grund
Der Pöttcher Grund ist ein Naturschutzgebiet in den niedersächsischen Gemeinden Halle in der Samtgemeinde Bodenwerder-Polle und Dielmissen in der Samtgemeinde Eschershausen-Stadtoldendorf im Landkreis Holzminden.
Das Naturschutzgebiet mit dem Kennzeichen NSG HA 068 ist 13,5 Hektar groß. Es ist Bestandteil des FFH-Gebietes „Ith“ und des EU-Vogelschutzgebietes „Sollingvorland“. Im Norden schließt das Naturschutzgebiet „Ith“ an. Das Naturschutzgebiet steht seit dem 31. Dezember 1983 unter Naturschutz. Zuständige untere Naturschutzbehörde ist der Landkreis Holzminden.
Das Naturschutzgebiet liegt nördlich von Dielmissen am Südwesthang des Ith. Es stellt ein scharf eingeschnittenes Bachtal und ein Stück des anschließenden naturnahen Bachlaufs unter Schutz. Der Bach wird von Gehölzen begleitet. Im unteren Bereich des Naturschutzgebietes wächst ein natürlicher Erlen-Eschenwald. In diesem Bereich befindet sich auch eine alte Tongrube, die sich zu einem Feuchtgebiet mit Wasserflächen, darunter zwei vom Naturschutzbund Deutschland angelegte Teiche, entwickelt hat.
Im oberen Bereich befindet sich ein Grünlandstreifen, der als Weide genutzt wird, innerhalb des Naturschutzgebietes. Das Naturschutzgebiet wird überwiegend von Ackerflächen umgeben.
Ein gut 6 Hektar großes Teilgebiet des Naturschutzgebietes gehört seit dem 12. September 1979 dem Naturschutzbund Deutschland.